# سیارک ۳۸۳۱
سیارک ۳۸۳۱ (به انگلیسی: 3831 Pettengill، نامگذاری:1986TP2) سه هزار و هشتصد و سی و یکمین سیارک کشف شده‌است که در ۷ اکتبر ۱۹۸۶ کشف شد.
قدر مطلق سیارک برابر ۱۳٫۵۰ است.